# 아미트 샤

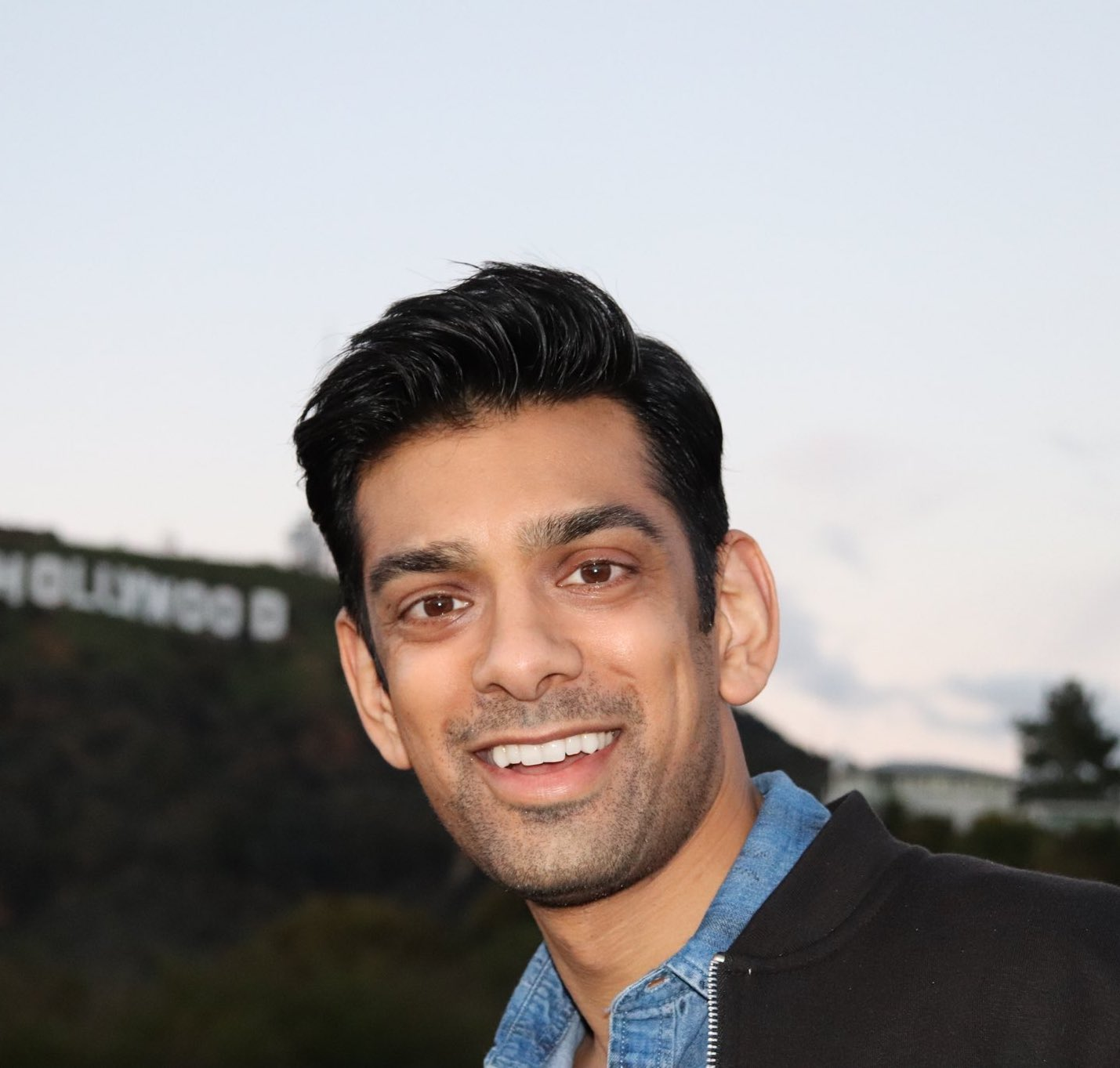

아미트 샤(Amit Shah, 1981년 4월 26일 ~ )는 영국의 배우, 연극 배우, 영화배우, 텔레비전 배우이다.
엔필드 구에서 태어났다.

## 영화
- 페인 허슬러 (2023년) - 에릭 페일리 역
- 웨어 더 로드 미츠 더 선 (2010년)
- 더 스트립 (2009년)
- 럭키 원스 (2008년)
- 다크 나이트 (2008년) - 파티 손님 역
- 원티드 (2008년)